# Sant Jaume d'Arestui
Sant Jaume d'Arestui és una ermita romànica una mica allunyada al sud-est del poble d'Arestui, en el terme municipal de Llavorsí, a la comarca del Pallars Sobirà.